# KBS울산방송국
KBS울산방송국(KBS蔚山放送局)은 울산광역시 지역을 대상으로 하는 KBS부산방송총국 소속 산하의 지역방송국이다.

## 연혁

### 1970년대
- 1971년 1월 13일: 무룡산 중계소 개소(CH9)
- 1972년 12월 20일: 중앙방송국 업무부 부산징수사무소 울산출장소 개소
- 1973년 3월 3일: 한국방송공사 부산방송국 울산출장소로 개칭
- 1975년 8월 15일: 무룡산 TV중계소 출력증강 및 채널 변경(CH5)
- 1975년 11월 18일: 울산중계소 개소 (호출부호 HLQB, 주파수 1450kHz)
- 1978년 1월 10일: 무룡산 TV중계소 표준FM 방송실시(FM 90.7MHz)
- 1978년 11월 23일: 울산중계소 주파수 변경 (1449kHz)

### 1980년대
- 1980년 12월 31일: 무룡산 TV중계소 제3TV 방송중계 실시 (UHF CH21)
- 1982년 5월 10일: 울산중계소 자체 방송 실시 (1일 1시간)
- 1982년 12월 31일: 무룡산 TV중계소 청사 증축 (55평 → 146평)
- 1983년 5월 13일: 무룡산 TV중계소 제2TV 방송중계 실시(UHF CH27)
- 1983년 8월 16일: 울산중계소 방송시간 연장 (1일 20시간 → 24시간)
- 1983년 9월 17일: 무룡산 TV중계소 제1FM 방송중계 실시(101.9MHz) 및 교육FM 방송중계
- 1984년 2월 10일 : 한국방송공사 울산방송국 개국 (중파 1449kHz, 출력 10㎾, 호출부호 HLQB)
- 1984년 7월 16일: 한국방송공사 부산방송본부 울산출장소로 개칭
- 1984년 12월 16일: 한국방송공사 울산방송국 개국 (부산방송본부 울산중계소, 무룡산송신소, 울산출장소 인수)
- 1985년 10월 26일: 울산방송국 제1TV 로컬방송 실시(VHF5)
- 1985년 12월 28일: 울산방송국 제2TV 로컬방송 실시(UHF27) 및 신축사옥 기공 (울산시 남구 달동 519-17)
- 1987년 1월 1일: 울산방송국 무룡산중계소, 울산송신소 KTA로 이관
- 1987년 8월 1일: 울산방송국 남부출장소 개소
- 1988년 4월 1일: 신축사옥 준공
- 1988년 6월 1일: 방어진송신소, 무룡산송신소, 미포 간이TVR, KTA에서 환원
- 1989년 10월 30일: 울산송신소 기공(울산시 남구 삼산동 373-1)

### 1990년대
- 1990년 2월 1일: 울산방송국 남부출장소 폐소
- 1990년 11월 16일: 제1FM 방송 개시
- 1990년 12월 10일: 울산송신소 준공
- 1991년 6월 26일: 미포TVR 제2TV(CH46) 설치
- 1992년 12월 24일: 은월TVR 제1TV(CH10), 제2TV(CH12) 설치/ 언양TVR 제1TV(CH35), 제2TV(CH37) 설치
- 1993년 12월 31일: 덕신TVR 제1TV(CH47), 제2TV(CH49) 설치
- 1994년 6월 20일: 표준FM(90.7MHz) 로컬방송 실시
- 1996년 3월 4일: 부가방송 실시 (장애인방송), RDS, SCA 및 GCR 신호 (제1TV)
- 1996년 11월 1일: TVR 신,증설: 웅상TVR 제1TV(CH57), 제2TV(CH53), EBSTV(CH55), 은월TVR EBSTV(CH25), 언양TVR EBSTV(CH39)
- 1997년 8월 15일: 제2TV 광고방송 실시
- 1997년 12월 1일: 무룡산(송) 시설 자동화
- 1997년 12월: 울산송출센터 공사 완료
- 1998년 5월: 송출센터 운용
- 1999년 5월 31일: 표준FM(90.7MHz) STL 장비 신설
- 1999년 9월 20일: 울산송신소 이전공사 착공(울산시 남구 여천동 1221-4번지)
- 1999년 12월 2일: 음악FM(101.9MHz) STL 장비 교체

### 2000년대
- 2000년 9월 30일: 울산송신소 준공 및 방송승계
- 2000년 12월 11일: 울산방송국 홈페이지 개설
- 2001년 9월 10일: 1TV 예비송신기 교체(HARRIS)
- 2002년 4월 11일: TV중계차 교체
- 2002년 11월 13일: 표준FM 예비안테나 신설
- 2002년 11월 24일: 1,2TV 디지털 M/W 교체 설치
- 2003년 11월 20일: 1,2채널 DTV 송신기설치
- 2003년 11월 28일: 송출센터 이설 및 TV주조 확장 공사 준공
- 2004년 7월 12일: 1DTV(CH28), 2DTV(CH40) 방송 실시(본 방송 8.9.)
- 2005년 2월 1일: 교육 DTV 방송실시
- 2005년 3월 15일: TV중계차 교체, CAM 4대
- 2006년 9월 26일: 은월TVR 2TV 채널변경(CH54) 및 출력증강
- 2006년 12월 15일: 표준FM 송신기 교체작업
- 2007년 11월 5일: KBS 무룡산 지상파 DMB 방송 개시

### 2010년대
- 2012년 8월 16일 : 지상파 아날로그 방송 종료
- 2012년 10월 4일 : 경상남도에서 지상파 아날로그 텔레비전 방송을 종료.
- 2013년 7월 17일 : 울산지역 디지털 주파수 재배치 완료
- 2017년 12월 29일 : KBS울산 1TV와 KBS울산 2TV UHD 방송개국.

## 방송 송출 시설망

### TV
- 1TV
  - 호출부호 : HLQB-DTV
  - 가상채널 : 9-1

| 송신소        | UHD      | UHD      | UHD  | HD                               | HD       | HD    | 송신소 위치                   | 비고 |
| 송신소        | 물리채널 | 물리채널 | 출력 | 물리채널                         | 물리채널 | 출력  | 송신소 위치                   | 비고 |
| 송신소        | 1TV      | 2TV      | 출력 | 1TV                              | 2TV      | 출력  | 송신소 위치                   | 비고 |
| ------------- | -------- | -------- | ---- | -------------------------------- | -------- | ----- | ----------------------------- | ---- |
| 무룡산 송신소 | CH 49    | CH 56    | 5㎾  | CH 28                            | CH 40    | 2.5㎾ | 울산 북구 화봉동 산1-3        |      |
| 미포 중계소   |          |          |      | CH 42                            | CH 44    | 20W   | 울산 동구 동부동 산190 봉대산 |      |
| 문수산 중계소 | CH 26    | CH 25    | 90W  | 울산 울주군 범서읍 천상리 산153  |          |       |                               |      |
| 덕신 중계소   | CH 35    | CH 36    | 10W  | 울산 울주군 온양읍 동상리 산69   |          |       |                               |      |
| 연화산 중계소 | CH 20    | CH 37    | 90W  | 울산 울주군 두동면 은편리 산51-3 |          |       |                               |      |
| 언양 중계소   | CH 19    | CH 38    | 20W  | 울산 울주군 삼남읍 교동리 산90   |          |       |                               |      |
| 웅상 중계소   | CH 36    | CH 46    | 20W  | 경남 양산시 소주동 산171         |          |       |                               |      |

아날로그TV
- 1TV
  - 호출부호 : HLQB-TV

| 송신소        | 채널  | 채널  | 출력       | 송신소 위치                      |
| 송신소        | 1TV   | 2TV   | 출력       | 송신소 위치                      |
| ------------- | ----- | ----- | ---------- | -------------------------------- |
| 무룡산 송신소 | CH 5  | CH 27 | 2㎾ / 10㎾ | 울산 북구 화봉동 산1-3           |
| 미포 중계소   | CH 13 | CH 46 | 10W / 100W | 울산 동구 동부동 산190 봉대산    |
| 은월 중계소   | CH 10 | CH 54 | 100W       | 울산 남구 신정1동 산107-2 은월봉 |
| 덕신 중계소   | CH 47 | CH 49 | 10W        | 울산 울주군 온양읍 동상리 산69   |
| 언양 중계소   | CH 35 | CH 37 | 100W       | 울산 울주군 삼남읍 교동리 산90   |
| 웅상 중계소   | CH 57 | CH 53 | 100W       | 경남 양산시 소주동 산171         |

### 라디오
| KBS울산 제1라디오 | KBS울산 제1라디오 | KBS울산 제1라디오 | KBS울산 제1라디오 | KBS울산 제1라디오      | KBS울산 제1라디오                                                    |
| 송신소            | 주파수            | 출력              | 호출부호          | 송신소 위치            | 방송구역                                                             |
| ----------------- | ----------------- | ----------------- | ----------------- | ---------------------- | -------------------------------------------------------------------- |
| 울산 송신소       | AM 1449kHz        | 10㎾              | HLQB              | 울산 남구 여천동 1224  | 울산광역시 일원                                                      |
| 무룡산 송신소     | FM 90.7MHz        | 1㎾               | HLQB-SFM          | 울산 북구 화봉동 산1-3 | 울산광역시 일원, 부산광역시 일부, 경남 양산시 일부, 경북 경주시 일부 |
| KBS울산 음악FM    |                   |                   |                   |                        |                                                                      |
| 송신소            | 주파수            | 출력              | 호출부호          | 송신소 위치            | 방송구역                                                             |
| 무룡산 송신소     | FM 101.9MHz       | 3㎾               | HLQB-FM           | 울산 북구 화봉동 산1-3 | 울산광역시 일원, 부산광역시 일부, 경남 양산시 일부, 경북 경주시 일부 |

## 라디오 시보 멘트
- 제1라디오 : 정성을 다하는 국민의 방송 KBS가 잠시 후 OO시를 알려드립니다. AM 1449KHz FM 90.7MHz KBS 제1라디오입니다. HLQB
- 음악FM : 좋은 방송 밝은 내일 KBS가 잠시 후 OO시를 알려드립니다. FM 101.9MHz KBS 제1FM 방송입니다.

## 제작 프로그램

### TV 프로그램

#### 보도
| 프로그램명        | 방송시간            | 편성시간                                      | 진행   |
| ----------------- | ------------------- | --------------------------------------------- | ------ |
| KBS 뉴스광장 울산 | 평일 20분           | 아침 7시 20분 ~ 7시 50분                      | 김다은 |
| KBS 뉴스 930 울산 | 평일 10분           | 오전 9시 45분 ~ 55분                          | 김다은 |
| KBS 뉴스 7 울산   | 평일 10분           | 평일 저녁 7시 25분 ~ 7시 35분                 | 가은혜 |
| KBS 뉴스 9 울산   | 평일 15분 주말 10분 | 밤 9시 30분 ~ 9시 45분 밤 9시 30분 ~ 9시 35분 | 가은혜 |

#### 교양
- 보물창고(수,50분)(진행 김슬아 리포터)
- 문화공감(화,15분)(진행 가은혜)
- 이용식의 울산시대(금,50분) (진행 개그맨 겸 방송인 이용식)
- 생생투데이 사람과 세상(월-금,20분)
- 아침마당 부산(금,1시간 5분)(부산수중계)

#### 종방 프로그램
- 이슈인사이드(금,50분)(진행 김진영 UNIST 교수)(방송날짜: 2018.10.12 ~ 2022.03.25)

### 라디오 프로그램

#### 1라디오
뉴스
| 프로그램명                  | 방송시간            | 편성시간                | 진행   |
| --------------------------- | ------------------- | ----------------------- | ------ |
| KBS 제1라디오 9시 뉴스      | 월요일 ~ 금요일 5분 | 오전 9시 ~ 9시 5분      | 가은혜 |
| KBS 제1라디오 정오종합뉴스  | 월요일 ~ 금요일 5분 | 낮 12시 15분~ 12시 20분 | 가은혜 |
| KBS 제1라디오 오후 5시 뉴스 | 월요일 ~ 금요일 5분 | 오후 5시 ~ 5시 5분      | 김다은 |

프로그램
- 시사투데이 울산(평일,30분 08:30~08:58)(진행 이지향)

#### 종영 프로그램
- 위풍당당 실버시대 (1R) (2020년 5월 1일자로 폐지)
- 라디오세상 울산만사 (1R) (2022년 12월 2일자로 폐지)
- 즐거운 음악여행 (FM) (2018년 9월 28일자로 폐지)
- 노래하는 오후 4시 (FM) (2020년 5월 1일자로 폐지)

## 아나운서
| KBS 울산 아나운서 | KBS 울산 아나운서 | KBS 울산 아나운서 | KBS 울산 아나운서 | KBS 울산 아나운서 |
| 입사연도          | 기수              | 남성              | 여성              |                   |
| ----------------- | ----------------- | ----------------- | ----------------- | ----------------- |
| 2020년            | (프리랜서)        |                   | 김다은            |                   |
| 2023년            | (프리랜서)        |                   | 가은혜            |                   |

## 전직 아나운서
- 이지향
- 정혜경
- 김호영
- 박수연
- 서명균
- 편소정
- 정수민

## 기자
- 허성권 노조위원장
- 박중관 보도팀장
- 박영하
- 김계애
- 주아랑
- 김홍희
- 조희수

## 기상캐스터
- 오경빈

## 리포터
- 박경덕
- 이명준
- 이수민